# Margalide et Louis Le Bondidier
Louis Le Bondidier, né le 3 mars 1878 à Charny-sur-Meuse et mort le 8 janvier 1945 à Lourdes, est un pyrénéiste et collectionneur français, fondateur et premier conservateur du Musée pyrénéen de Lourdes. Il est indissociable de son épouse, Marguerite Liouville, dite Margalide, née le 3 septembre 1879 au Chesne et morte le 2 mai 1960 à Lourdes.

## Biographie
Le père de Marguerite Liouville, receveur de l'enregistrement, déplace sa famille en fonction de ses nominations successives. Marguerite fait des études à l'école des beaux-arts de Nancy. Le 8 décembre 1898, elle épouse un jeune confrère de son père, Louis Le Bondidier, lui aussi receveur de l'enregistrement et comme elle d'origine lorraine. Installés à Verdun, ils ont un fils, Yves, qui meurt le 24 mai 1900. Le 13 juillet 1901, Louis Le Bondidier est nommé à Campan (Hautes-Pyrénées). Il est alors décidé à y rester le moins longtemps possible. Mais le couple découvre les Pyrénées, et entreprend aussitôt une exploration qui se mue en passion, enchaînant les courses de haut niveau. Marguerite adopte définitivement pour son prénom la forme pyrénéenne de Margalide.

### Pyrénéisme
Après quelques randonnées, l'ascension du pic du Midi de Bigorre est la première vraie course du couple, suivie par de nombreuses autres. En 1902, Louis Le Bondidier organise le congrès du Club alpin. En 1903, il fonde la fédération franco-espagnole des sociétés pyrénéistes. Du 19 juillet au 17 août 1906, Louis et Margalide ascensionnent successivement le Besiberri, la Maladeta, les Posets, réalisant cinq premières, pic Margalide, pic Maudit, pic d'Espadas, pic Beraldi, pic des Tourets. Le récit de cette équipée, publié dans le Bulletin pyrénéen, sera repris en un volume, Un mois sous la tente. Le Bondidier écrit beaucoup, alimentant en articles les revues de montagne, en même temps qu'il lit les « classiques » et se constitue une impressionnante bibliothèque personnelle.
En 1908, il organise le premier concours de ski aux Pyrénées, à Payolle. Pour l'occasion, Margalide est la première femme à pratiquer le ski dans les Pyrénées.
L'année suivante, le bureau de l'enregistrement de Campan est supprimé. Il n'est plus question pour le couple de quitter les Pyrénées : Louis Le Bondidier se met en disponibilité, reprend et réaménage l'hospice de Payolle (1910) puis l'hôtellerie du Pic du Midi de Bigorre (1911). Le Touring club de France et l'Office national du Tourisme lui confient plusieurs missions.
En 1913, des crises d'hémoptysie contraignent Louis Le Bondidier à abandonner ses activités montagnardes. Il doit redescendre vers des contrées moins exposées et il s'installe à Pouzac, près de Bagnères-de-Bigorre. De son côté, Margalide souffre de rhumatismes qui limitent ses capacités, bien qu'elle réalise encore des courses exceptionnelles.

### Musée pyrénéen

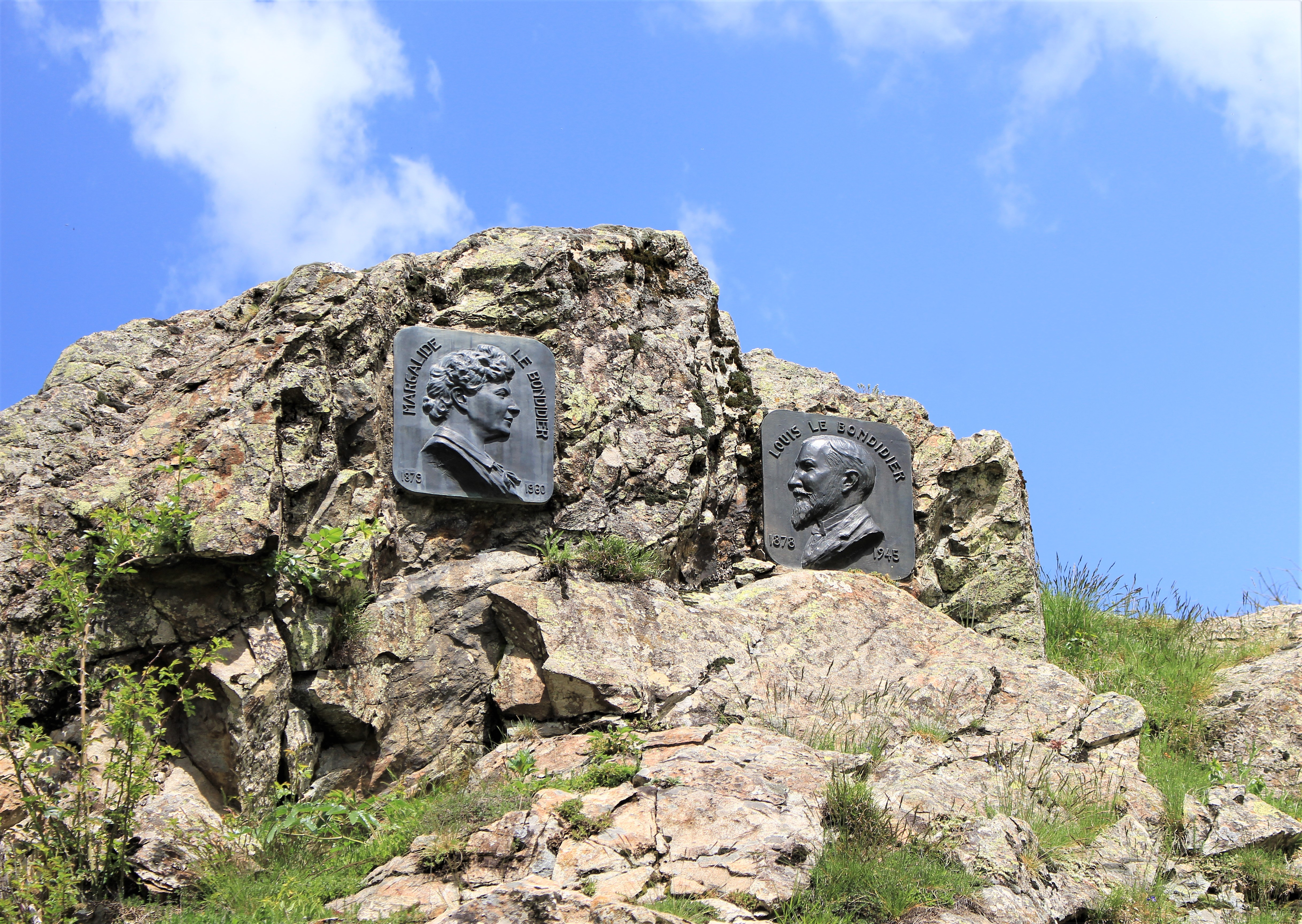
La stèle sur le turon de la Courade.

Louis Le Bondidier consacre désormais son temps à entretenir des relations épistolaires avec tous les « grands » du pyrénéisme du moment, et à jeter les bases de son grand projet : le musée pyrénéen. Sa considérable bibliothèque personnelle, et ses collections qu'il enrichit de jour en jour, achetant des milliers d'objets aux paysans ou en salle des ventes, en constitueront le noyau. Il a un local en vue pour accueillir le musée : le vieux château fort de Lourdes, alors quelque peu à l'abandon. Avec l'appui du Touring club de France, il réussit à convaincre la municipalité : un bail de 99 ans est signé, le Touring club étant locataire.
Le musée peut s'installer. Louis et Margalide Le Bondidier déploient encore une intense activité pour aménager les locaux, installer la bibliothèque dans le donjon... Le musée ouvre ses portes en 1921. Margalide a réalisé elle-même les 150 blasons de villes et de châteaux pyrénéens, ainsi que des maquettes de refuges, de maisons pyrénéennes, du village de Saint-Bertrand de Comminges, du village d'Alquézar en Haut-Aragon, de Saint-Martin du Canigou, des châteaux de Gaston Fébus, etc.
Le Bondidier continue inlassablement à enrichir son musée, à écrire. Il prend en charge le Bulletin pyrénéen et crée une maison d'édition, les éditions de l'Échauguette, pour publier des textes pyrénéistes, tels les carnets inédits de Ramond.
Une affection pulmonaire l'emporte le 8 janvier 1945. Il est inhumé temporairement au cimetière de Lourdes, puis, selon ses volontés, sur le turon de la Courade, à Gavarnie, à côté de Franz Schrader.
Déjà conservateur honoraire depuis 1930, Margalide lui succède comme conservateur du musée, jusqu'à sa mort survenue en mai 1960.

## Publications
Louis Le Bondidier :
- Un mois sous la tente
- En corse : carnet de route, Nancy, Berger-Levrault, 1904
- Les vieux costumes pyrénéens, Pau, imp. Garet-Haristoy, 1918
- " Les pyrénées " Avant-propos de Louis Le Bondidier, Éditions Alpina, Paris, 1933
- Il neige aux Eaux-Bonnes, Lourdes, éditions de l'Échauguette, 1939

Margalide Le Bondidier :
- Le numero 30, Lourdes, éditions de l'Echauguette, 1940
- La Vierge dans l'art et la tradition populaire des Pyrénées. Exposition France-Espagne, Musée pyrénéen de Lourdes, auteurs divers. Montpellier, imp. Causse, Graille, Castelnau, 1958
- Les cires de deuil aux Pyrénées, Pau, Marrimpouey Jeune, 1959
- Gastronomie Pyrénéiste La cuisine à 2000, édition MonHélios 2012, préfacé par Jean-Victor Parant